# Melanagromyza ferulae
Melanagromyza ferulae este o specie de muște din genul Melanagromyza, familia Agromyzidae, descrisă de Spencer în anul 1966.
Este endemică în Italia. Conform Catalogue of Life specia Melanagromyza ferulae nu are subspecii cunoscute.